# Carpelimus foveolatus
Carpelimus foveolatus är en skalbaggsart som först beskrevs av Sahlberg 1832.  Carpelimus foveolatus ingår i släktet Carpelimus, och familjen kortvingar. Arten är reproducerande i Sverige.